# Château de la Souque
Le château de la Souque ou château de Saint-Victor est un château situé à Coufouleux, dans le Tarn (France).

## Historique

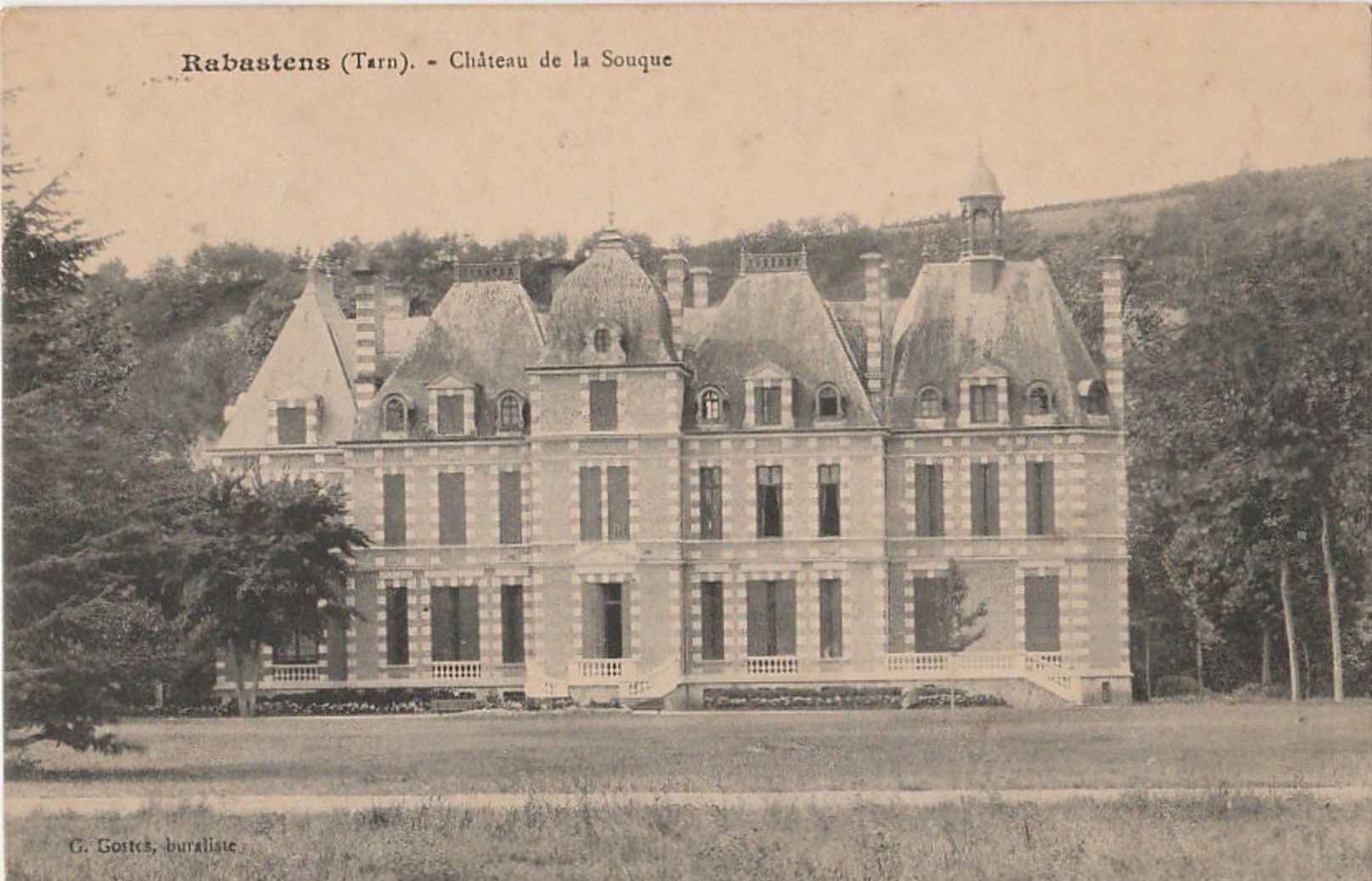
Carte postale

Le château de la Souque est construit à la fin du XIXe siècle, entre 1880 et 1884, par le baron Arnaud ou Armand d'André, issu de la branche de Rabastens de la famille d'André. L'architecte du château prend sûrement pour exemple les châteaux des règnes de Louis XIII et de Louis XIV.
Au début du XXe siècle, une aile supplémentaire est ajoutée. Par alliance, Hervé de Guerdavid, futur maire du village, l'obtient en 1946, puis le revend en 1971, à un certain Philippe Clermont. Il appartient par la suite à Robert Jammes de 1983 à 1989, puis à Christian Hess jusqu'en 1997.
Le 21 juin 2002, alors qu'il appartient à la famille Saint-Cric, il est ravagé par un incendie, qui détruit toute la toiture. Des restaurations ont lieu, remplaçant les ardoises par du zinc.

## Architecture

### Le château

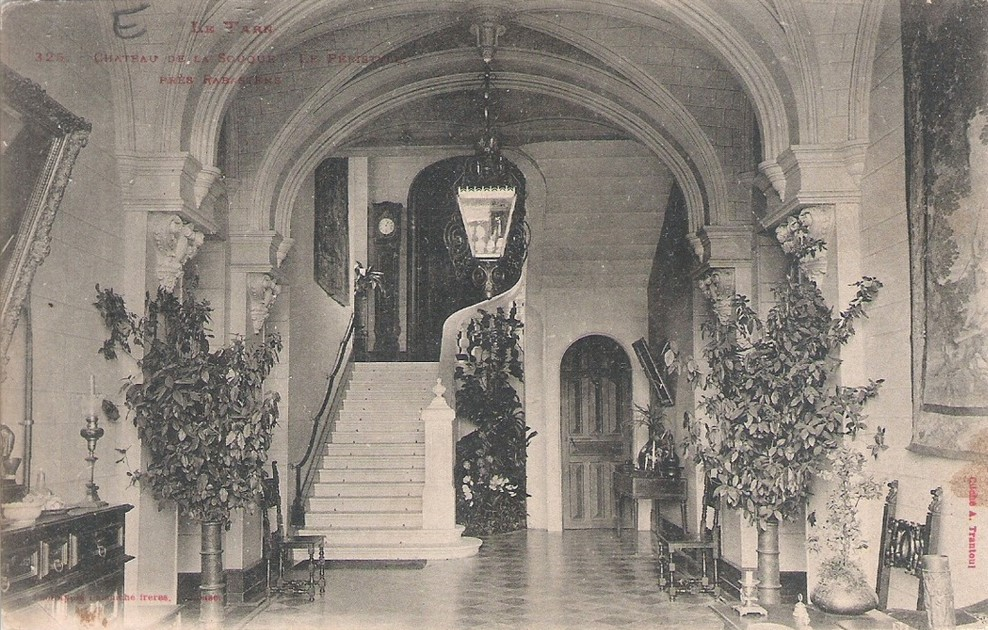
Le hall

Le château de la Souque est un édifice de style Louis XIII et style Louis XIV, construit en bordure du Tarn. Il est conçu dans un mélange de brique et de pierre, avec une toiture en ardoise. Il se présente sous la forme d'un corps de logis central, flanqué de deux pavillons. Le pavillon ouest se compose d'une seule large travée, tandis que celui à l'est s'étend sur trois travées. Le corps de logis est organisé en sept travées, avec une travée centrale en saillie, et s'élevant sur trois étages, là où le reste de l'édifice ne s'élève que sur deux étages. De plus, on trouve un soubassement et un étage sous combles, ouvert par une alternance de lucarnes triangulaires et de petites lucarnes arrondies.
La façade présente une belle animation, avec de nombreux bandeaux et corniches, ainsi que des fenêtres à balustrades sculptées au rez-de-chaussée. Les ouvertures sont encadrées par une alternance de carrés en pierre et en brique, tandis que l'édifice en lui-même est fait de brique. Pour finir, la travée centrale est rehaussée par un fronton orné de forme triangulaire surmontant la porte d'entrée, à laquelle on accède par un double-perron.

### Le domaine
Le château de la Souque comporte un domaine, qui comprenait sûrement auparavant d'immenses écuries, aujourd'hui détachés du patrimoine. Ceux-ci, situés au nord-est du château se présente selon un plan presque en H (avec une aile en moins) sur deux étages, avec des pavillons à chaque extrémités, et au centre de l'édifice

## Famille d'André
La famille d'André est une famille noble originaire du toulousain.
La famille d'André apparait à Buzet au XVIe siècle, et s'enrichit dans le commerce du pastel. En 1584, Pierre André et Marguerite du Conseil se marie, engendrant quatre branches dans le famille.
Leur blason est « d'azur à un chevron d'argent chargé de trois tourteaux de gueules, accompagné de trois croix de Saint-André d'argent ».

### Branche de Fromente
Les membres de la première branche s'installent à Lyon au début du XVIIe siècle, et deviennent marchands. Ils achètent la charge d'échevin, par laquelle ils sont anoblis en 1658. Ils achètent alors le château de Fromente, mais disparaissent au XVIIIe siècle.

### Branche d'Azillanet

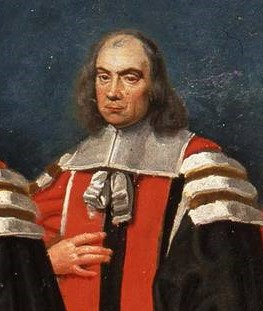
Jacques d'André, capitoul toulousain

Les membres de cette branche obtiennent leur titre de noblesse au XVIIe siècle, grâce à Jacques d'André (1604 - 1684), capitoul toulousain. Au XVIIIe siècle, ils s'installent à Azillanet, et leur descendant possèdent toujours le domaine du Puech d'André.

### Branche de Rabastens
Les membres de la branche de Rabastens s'installent dans le village éponyme, puis obtiennent la noblesse au XIXe siècle, sur lettres de Louis XVIII, avec le titre de baron. Néanmoins, afin de faire remonter leur noblesse à une époque plus ancienne, ils prétendent ensuite descendre du capitoul André de Servolles.
Le baron Armand d'André fait ensuite construire le château de la Souque à Coufouleux.

### Branche de Buzet
La dernière branche demeure à Buzet jusqu'au XIXe siècle, lorsque Joseph André (1754 - 1804) meurt. Ils ne sont pas anoblis, mais utilisent dès lors les titres de comtes, vicomtes et barons. Ils habitent toujours le domaine de Saint-Julien-du-Prieuré (Trèbes).